# Z (película de 2019)
Z es una película de terror canadiense de 2019 dirigida por Brandon Christensen y basada en un guion escrito por Christensen y Colin Minihan. La película está protagonizada por Jett Klyne, Keegan Connor Tracy y Sean Rogerson.

## Sinopsis
Una pareja está aterrorizada por el amigo imaginario de su hijo de nueve años.

## Reparto
- Jett Klyne como Joshua Parsons
- Keegan Connor Tracy como Elizabeth "Beth" Parsons
- Sean Rogerson como Kevin Parsons
- Sara Canning como Jenna Montgomery
- Stephen McHattie como Dr. Seager
- Chandra Del oeste como Georgia
- Ali Webb como Señora Hirsch
- Deborah Ferguson como Alice Montgomery
- Luke Moore como Z
- Fox Aumentó como Daniel
- Jayson Therrien como El papá de beth
- Sarah Munn como Beth joven
- Grace Christensen como Jenna joven

## Desarrollo
Keegan Connor Tracy declaró que la película "fue un gran viaje emocional para mí y tuve que aislarme mucho para permanecer en el espacio mental y emocional de esa mujer".

## Lanzamiento
Z se estrenó exclusivamente en Shudder el 7 de mayo de 2020.

## Recepción
La recepción de la crítica ha sido positiva y la película tiene una calificación del 97 % en el agregador de reseñas Rotten Tomatoes, según 32 reseñas.